# Station Budingen
Station Budingen is een voormalig spoorwegstation langs spoorlijn 22 (Tienen-Diest) in Budingen, een deelgemeente van de stad Zoutleeuw.
Hoewel de spoorlijn in 1970 werd opgebroken, zijn het stationsgebouw en het wachthuisje nog steeds aanwezig.
0,0: Tienen ·
3,3: Grimde ·
6,9: Oplinter ·
9,2: Neerlinter ·
11,4: Drieslinter ·
15,4: Budingen ·
18,9: Geetbets ·
25,0: Halen ·
27,2: Zelk ·
29,1: Webbekom ·
32,1: Diest